# 4894 Ask
För andra betydelser, se Ask.
4894 Ask eller 1986 RJ är en asteroid i huvudbältet, som upptäcktes 8 september 1986 av den danska astronomen Poul Jensen vid Brorfelde-observatoriet. Den har fått sitt namn efter Ask i den nordiska mytologin.
Den har den diameter på ungefär 5 kilometer.